# Heather Stanning
Heather Stanning est une rameuse britannique née le 26 janvier 1985 à Yeovil.

## Biographie
Heather Stanning commence la pratique de l'aviron à l'âge de 21 ans. Aux Jeux olympiques d'été de 2012 à Londres, elle obtient avec Helen Glover, avec qui elle est associée depuis 2010, la médaille d'or en deux de pointe, obtenant ainsi le premier titre olympique britannique de ces Jeux.
Elle est nommée membre de l'ordre de l'Empire britannique (MBE) à l'occasion de la liste de nominations honorifiques du Nouvel An 2013, pour services rendus à l'aviron.